# Cubaris expansus
Cubaris expansus är en kräftdjursart som beskrevs av Walter E. Collinge 1916. Cubaris expansus ingår i släktet Cubaris och familjen Armadillidae. Inga underarter finns listade i Catalogue of Life.